# Caroline Sunshine
Caroline Sunshine (Atlanta, 5 september 1995) is een Amerikaans actrice, danseres en zangeres die bekend werd door haar rol van Tinka Hessenheffer in de Amerikaanse soapserie Shake It Up.

## Filmografie
- 2010: Marmaduke, als Barbara Winslow
- 2010: Team Spitz (tv-serie), als Lizzie Spitz
- 2010-2013: Shake It Up (tv-serie), als Tinka Hessenheffer
- 2012: A.N.T. Farm (tv-serie), als Ella